# Антонова, Мария (писательница)
Мария Антонова (болг. Мария Антонова; род. 18 сентября 1951) — болгарская писательница.

## Биография
Мария Антонова родилась 18 сентября 1951 года в городе Дулово. Окончила Софийский государственный университет со степенью магистра богословия.
Член Болгарского общества исследования XVIII века. Член Союза независимых болгарских писателей.
Проживает в Софии.